# Jack W. Szostak
Jack W. Szostak, nome completo Jack William Szostak (Londra, 9 novembre 1952), è un biologo canadese.
Nel 2009 gli è stato assegnato il Premio Nobel per la medicina, insieme a Elizabeth Blackburn e a Carol W. Greider in merito ai loro studi svolti riguardo a come i cromosomi sono protetti dai telomeri e dall'enzima telomerasi. Ha ricevuto il suo PhD a Cornell University ed è professore di biologia alla Harvard University.

## Biografia
Szostak ha contribuito in modo importante a diversi campi scientifici. Ha dedicato l'inizio della sua carriera scientifica, nei primi anni ottanta, allo studio di cromosomi, durante il quale ha fatto scoperte che hanno chiarificato il meccanismo attraverso il quale i telomeri proteggono i cromosomi. Alla fine degli anni ottanta, Szostak cominciò a cercare nuove direzioni per il suo programma di ricerca, considerando che c'erano già diversi gruppi di ricerca nel mondo che investigavano i telomeri. Raccontando di quel periodo Szostak ha detto: "Non è molto soddisfacente fare ricerca e avere l'impressione che, se non avessi fatto tu quella scoperta, l'avrebbe fatta qualcun altro poco dopo".
Decise di incentrarsi sugli enzimi di RNA, che erano stati scoperti pochi anni prima (premio Nobel per la chimica a Thomas Cech e Sidney Altman). In questo campo, Szostak ha raggiunto importantissimi risultati, inventando la tecnica chiamata "evoluzione in vitro" dell'RNA; questa tecnica permette di evolvere RNA artificiali ottenendo RNA con le proprietà volute. In questo modo sono stati isolati i primi enzimi RNA artificiali e aptameri. Le ricerche Szostak si sono dirette alla costruzione della prima cellula artificiale, partendo solamente da molecole sintetizzate in laboratorio.